# Pierwsza Republika Grecka
Republika Grecka (tzw. Pierwsza Republika Grecka, gr. Ἑλληνικὴ Πολιτεία) – historyczne państwo w dziejach Grecji, położone na południu Europy. Istniało w latach 1822–1832.
W początkowym okresie wojny istniały liczne, regionalne ośrodki władzy, w 1822 roku władzę objęło Pierwsze Zgromadzenie Narodowe w Epidauros, które przyjęło także konstytucję.
Państwo miało charakter tymczasowy i przejściowy, zostało ogłoszone kilka miesięcy po wybuchu greckiej wojny niepodległościowej przeciw Imperium Osmańskiemu. Po zakończeniu wojny Grecja przyjęła ustrój monarchiczny i proklamowane zostało Królestwo Grecji.